# سیارک ۹۵۱۷
سیارک ۹۵۱۷ (به انگلیسی: 9517 Niehaisheng، نامگذاری:1977VL1) نه هزار و پانصد و هفدهمین سیارک کشف شده‌است که در ۳ نوامبر ۱۹۷۷ کشف شد.
قدر مطلق سیارک برابر ۱۷.۸ است.